# 中深見村
中深見村（なかふかみむら）は、かつて新潟県中魚沼郡にあった村。

## 沿革
- 1889年（明治22年）4月1日 - 町村制施行に伴い中魚沼郡中深見村（旧・一部）、下船渡村（一部）が合併して発足。
- 1955年（昭和30年）1月1日 - 中魚沼郡下船渡村、外丸村、上郷村、芦ヶ崎村、秋成村と合併し、津南町となり消滅。